# Tournoi pré-olympique de l'AFC 1967-1968
Navigation
Tokyo 1964 Munich 1972
Le tournoi pré-olympique de l'AFC 1967-1968 a eu pour but de désigner les 3 nations qualifiées au sein de la zone Asie pour participer au tournoi final de football, disputé lors des Jeux olympiques de Mexico en 1968.
La phase de qualification asiatique a été jouée entre le 27 septembre 1967 et le 22 mars 1968 en trois groupes de six équipes. Le premier groupe ayant désigné le vainqueur, et premier qualifié, au terme d'une compétition à match unique contre chacun des adversaires a eu lieu à Tokyo au Japon. Les deux autres groupes, disputés à Bangkok en Thaïlande et à Tel Aviv en Israël, ont livré leurs vainqueurs et qualifiés respectifs au terme d'une compétition à matches aller et retour. Au terme de cette phase éliminatoire, le Japon, la Thaïlande et Israël ont gagné le droit de disputer le tournoi olympique. La Birmanie, la Corée du Nord, Hong Kong, l'Inde, l'Iran, la Malaisie et le Pakistan déclarent tous forfait.

## Pays qualifiés
| Dates                                | Lieu                   | Places | Qualifiés              |
| ------------------------------------ | ---------------------- | ------ | ---------------------- |
| du 27 septembre 1967 au 22 mars 1968 | Tokyo Bangkok Tel Aviv | 3      | Japon Thaïlande Israël |

## Format des qualifications
Dans les phases de qualification en groupe disputées selon le système de championnat, en cas d’égalité de points de plusieurs équipes à l'issue de la dernière journée, les critères suivants sont appliqués dans l'ordre indiqué pour établir leur classement :

- Meilleure différence de buts,
- Plus grand nombre de buts marqués.

## Villes et stades
La phase de qualification asiatique a été jouée entre le 27 septembre 1967 et le 22 mars 1968 dans trois villes du continent : à Tokyo au Japon, à Bangkok en Thaïlande et à Tel Aviv en Israël.
| \| Tel Aviv Bangkok Tokyo \| |
| Tel Aviv Bangkok Tokyo       |

| Tel Aviv Bangkok Tokyo |

## Tournoi qualificatif
Au terme de cette phase éliminatoire, le Japon, la Thaïlande et Israël ont gagné le droit de disputer le tournoi olympique.

### Groupe 1
Le tournoi final a été disputé à Tokyo au Japon du 27 septembre au 10 octobre 1967.

#### Tour final
| Rang | Équipe       | Pts | J | G | N | P | Bp | Bc | Diff |  | Résultats (▼ dom., ► ext.) |  |     |     |     |     |      |
| ---- | ------------ | --- | - | - | - | - | -- | -- | ---- |  | -------------------------- |  | --- | --- | --- | --- | ---- |
| 1    | Japon        | 9   | 5 | 4 | 1 | 0 | 26 | 4  | +22  |  | Japon                      |  | 3-3 | 3-1 | 1-0 | 4-0 | 15-0 |
| 2    | Corée du Sud | 9   | 5 | 4 | 1 | 0 | 17 | 5  | +12  |  | Corée du Sud               |  |     | 2-0 | 3-0 | 4-2 | 5-0  |
| 3    | Liban        | 5   | 5 | 2 | 1 | 2 | 18 | 9  | +9   |  | Liban                      |  |     |     | 1-1 | 5-2 | 11-1 |
| 4    | Sud-Vietnam  | 5   | 5 | 2 | 1 | 2 | 14 | 5  | +9   |  | Sud-Vietnam                |  |     |     |     | 3-0 | 10-0 |
| 5    | Taïwan       | 2   | 5 | 1 | 0 | 4 | 11 | 18 | -7   |  | Taïwan                     |  |     |     |     |     | 7-2  |
| 6    | Philippines  | 0   | 5 | 0 | 0 | 5 | 3  | 48 | -45  |  | Philippines                |  |     |     |     |     |      |

#### Détail des rencontres
| 1ère journée      | Japon | 15 - 0  | Philippines                                                                                                   | Stade olympique national Tokyo, Japon      |                                            |
| 27 septembre 1967 | Sugiyama 4e 75e · Ogi 5e · Kamamoto 15e 16e 26e 43e 64e 89e · Miyamoto 20e 30e 40e 46e · Watanabe 63e · Kuwahara 78e             | (9 - 0) | | Spectateurs : 7 939 Arbitrage : Atef Sinan | Spectateurs : 7 939 Arbitrage : Atef Sinan |
| 27 septembre 1967 | Rapport |         | | Spectateurs : 7 939 Arbitrage : Atef Sinan | Spectateurs : 7 939 Arbitrage : Atef Sinan |
| 27 septembre 1967 | Yokoyama ( Funamoto ) - Katayama, Tomizawa, Kami, Yamaguchi, Mori - Miyamoto, Ogi ( 46e Kuwahara) - Watanabe, Kamamoto, Sugiyama | Équipes | Fuertes (en) - Shaoton, Ragudameo, Agustin ( Chu), Bafro - McElroy, Co - Veloso (en), Pacheco, Guansuon, Chan | Spectateurs : 7 939 Arbitrage : Atef Sinan | Spectateurs : 7 939 Arbitrage : Atef Sinan |

| 28 septembre 1967 | Corée du Sud                                         | 4 - 2   | Taïwan                                       | Stade olympique national Tokyo, Japon              |                                                    |
| | Kim Ki-bok (en) 4e 14e 79e (pen.) · Lee Hoe-taik 15e | (3 - 2) | Tsang King-hung 2e · Cheung Chi-wai (en) 44e | Spectateurs : 2 070 Arbitrage : Yoshiyuki Maruyama | Spectateurs : 2 070 Arbitrage : Yoshiyuki Maruyama |
| Oh In-bok - Kim Ho, Kim Jung-suk, Seo Yoon-chan, Seo Sung-oh - Lee Young-geun, Kang Soo-gil - Kim Ki-bok (en), Lee Hoe-taik, Huh Yoon-jung, Jung Byung-tak (en) | Équipes                                              |         |                                              | Spectateurs : 2 070 Arbitrage : Yoshiyuki Maruyama | Spectateurs : 2 070 Arbitrage : Yoshiyuki Maruyama |

| 28 septembre 1967 | Liban | 1 - 1   | Sud-Vietnam | Stade olympique national Tokyo, Japon |
|                   |       | (? - ?) |             |                                       |

| 2ème journée      | Japon                                                                                               | 4 - 0   | Taïwan | Stade olympique national Tokyo, Japon            |                                                  |
| 30 septembre 1967 | Kamamoto 25e 67e 75e · Ogi 59e                                                                      | (1 - 0) |        | Spectateurs : 7 181 Arbitrage : Dau Van Dzu (hu) | Spectateurs : 7 181 Arbitrage : Dau Van Dzu (hu) |
| 30 septembre 1967 | Rapport                                                                                             |         |        | Spectateurs : 7 181 Arbitrage : Dau Van Dzu (hu) | Spectateurs : 7 181 Arbitrage : Dau Van Dzu (hu) |
| 30 septembre 1967 | Yokoyama - Katayama, Mori, Kami, Yamaguchi - Yaegashi, Ogi - Watanabe, Miyamoto, Kamamoto, Sugiyama | Équipes |        | Spectateurs : 7 181 Arbitrage : Dau Van Dzu (hu) | Spectateurs : 7 181 Arbitrage : Dau Van Dzu (hu) |

| 1er octobre 1967 | Corée du Sud                | 2 - 0   | Liban | Stade olympique national Tokyo, Japon           |                                                 |
| | Jung Byung-tak (en) 24e 58e | (1 - 0) |       | Spectateurs : 902 Arbitrage : Kenichi Fukushima | Spectateurs : 902 Arbitrage : Kenichi Fukushima |
| Lee Se-yeon (en) - Kim Ho, Hong In-woong, Kim Jung-suk, Cho Jung-soo - Seo Yoon-chan, Kim Ki-bok (en) - Jung Byung-tak (en), Lee Young-geun, Lee Hoe-taik, An Won-nam ( 50e Huh Yoon-jung) | Équipes                     |         |       | Spectateurs : 902 Arbitrage : Kenichi Fukushima | Spectateurs : 902 Arbitrage : Kenichi Fukushima |

| 1er octobre 1967 | Sud-Vietnam | 10 - 0  | Philippines | Stade olympique national Tokyo, Japon |
|                  |             | (? - ?) |             |                                       |

| 3ème journée   | Taïwan | 7 - 2   | Philippines | Stade olympique national Tokyo, Japon |  |
| 3 octobre 1967 |        | (? - ?) |             |                                       |  |

| 3 octobre 1967 | Japon                             | 3 - 1                                                                                         | Liban         | Stade olympique national Tokyo, Japon         |                                               |
| | Ogi 29e · Kamamoto 49e · Mori 84e | (1 - 1)                                                                                       | Arutunian 24e | Spectateurs : 2 693 Arbitrage : Eriberto Cruz | Spectateurs : 2 693 Arbitrage : Eriberto Cruz |
| | Rapport                           |                                                                                               |               | Spectateurs : 2 693 Arbitrage : Eriberto Cruz | Spectateurs : 2 693 Arbitrage : Eriberto Cruz |
| Yokoyama - Katayama, Mori, Komada, Miyamoto - Ogi, Yaegashi - Takahashi ( 46e Matsumoto), Miyamoto, Kamamoto, Sugiyama | Équipes                           | Hosdajian - Itani, Kamoni, Rahar, Apomurad - Esso, Kasavian - Karma, Shokr, Arutunian, Nassar |               | Spectateurs : 2 693 Arbitrage : Eriberto Cruz | Spectateurs : 2 693 Arbitrage : Eriberto Cruz |

| 4 octobre 1967 | Corée du Sud                                                      | 3 - 0   | Sud-Vietnam | Stade olympique national Tokyo, Japon         |                                               |
| | Huh Yoon-jung 12e · Jung Byung-tak (en) 43e · Kim Ki-bok (en) 88e | (2 - 0) |             | Spectateurs : 1 171 Arbitrage : Eriberto Cruz | Spectateurs : 1 171 Arbitrage : Eriberto Cruz |
| Oh In-bok - Kim Ho, Kim Jung-nam, Seo Yoon-chan, Kim Jung-suk - Joo Min-hwan, Kang Soo-gil ( Hong In-woong) - Huh Yoon-jung, Jung Byung-tak (en), Kim Ki-bok (en), Lee Hoe-taik | Équipes                                                           |         |             | Spectateurs : 1 171 Arbitrage : Eriberto Cruz | Spectateurs : 1 171 Arbitrage : Eriberto Cruz |

| 4ème journée   | Liban | 11 - 1  | Philippines | Stade olympique national Tokyo, Japon |  |
| 6 octobre 1967 |       | (? - ?) | Pacheco 17e |                                       |  |

| 7 octobre 1967                                                                                       | Japon                                      | 3 - 3 | Corée du Sud                             | Stade olympique national Tokyo, Japon            |                                                  |
| | Miyamoto 13e · Sugiyama 37e · Kamamoto 66e | (2 - 0) | Lee Hoe-taik 48e · Huh Yoon-jung 64e 68e | Spectateurs : 45 789 Arbitrage : Cheung Tang-sun | Spectateurs : 45 789 Arbitrage : Cheung Tang-sun |
| | Rapport                                    | |                                          | Spectateurs : 45 789 Arbitrage : Cheung Tang-sun | Spectateurs : 45 789 Arbitrage : Cheung Tang-sun |
| Yokoyama - Katayama, Mori, Kami, Yamaguchi - Ogi, Yaegashi, Miyamoto - Matsumoto, Kamamoto, Sugiyama | Équipes                                    | Oh In-bok - Kim Ho, Kim Jung-nam, Seo Yoon-chan, Kim Jung-suk - Hong In-woong, Lee Young-keoun ( 46e Kim Chang-il) Huh Yoon-jung, Chung Buyng-tak, Kim Ki-bok (en), Lee Hoe-taik |                                          | Spectateurs : 45 789 Arbitrage : Cheung Tang-sun | Spectateurs : 45 789 Arbitrage : Cheung Tang-sun |

| 7 octobre 1967 | Sud-Vietnam | 3 - 0   | Taïwan | Stade olympique national Tokyo, Japon |
|                |             | (? - ?) |        |                                       |

| 5ème journée   | Liban | 5 - 2   | Taïwan | Stade olympique national Tokyo, Japon |  |
| 9 octobre 1967 |       | (? - ?) |        |                                       |  |

| 9 octobre 1967 | Corée du Sud                                                            | 5 - 0   | Philippines | Stade olympique national Tokyo, Japon            |                                                  |
| | Kim Ki-bok (en) 31 · Huh Yoon-jung ? · Seo Yoon-chan ? · Lee Hoe-taik ? | (2 - 0) |             | Spectateurs : 2 869 Arbitrage : Dau Van Dzu (hu) | Spectateurs : 2 869 Arbitrage : Dau Van Dzu (hu) |
| Lee Se-yeon (en) - Kim Ho, Cho Jung-soo, Seo Yoon-chan, Kim Jung-suk, Kim Jung-nam - An Won-nam ( Kim Chang-il), Huh Yoon-jung, Jung Byung-tak (en), Kim Ki-bok (en), Lee Hoe-taik | Équipes                                                                 |         |             | Spectateurs : 2 869 Arbitrage : Dau Van Dzu (hu) | Spectateurs : 2 869 Arbitrage : Dau Van Dzu (hu) |

| 10 octobre 1967                                                                                               | Japon        | 1 - 0 | Sud-Vietnam | Stade olympique national Tokyo, Japon            |                                                  |
| | Sugiyama 50e | (0 - 0) |             | Spectateurs : 23 010 Arbitrage : Cheung Tang-sun | Spectateurs : 23 010 Arbitrage : Cheung Tang-sun |
| Yokoyama - Katayama, Kami, Komada, Yamaguchi, Mori - Miyamoto, Ogi, Matsumoto ( Watanabe), Kamamoto, Sugiyama | Équipes      | Ram Hon Chau - Rai Van Gon, Fan Van Ram, Nguyen Van Mon, Fam Hun Tam Ran - Fo Va Hun, Don Van Tah - Nguyen Thai Hun, Nguyen Van Chu, Nguyen Van Gon ( Do Toy Vin) |             | Spectateurs : 23 010 Arbitrage : Cheung Tang-sun | Spectateurs : 23 010 Arbitrage : Cheung Tang-sun |

### Groupe 2
Le tournoi final a été disputé à Bangkok en Thaïlande du 12 au 22 janvier 1968.

#### Tour final
| Rang | Équipe    | Pts     | J       | G       | N       | P       | Bp      | Bc      | Diff    |  | Résultats (▼ dom., ► ext.) |     |     |     |
| ---- | --------- | ------- | ------- | ------- | ------- | ------- | ------- | ------- | ------- |  | -------------------------- | --- | --- | --- |
| 1    | Thaïlande | 6       | 4       | 3       | 0       | 1       | 5       | 6       | -1      |  | Thaïlande                  |     | 2-1 | 1-0 |
| 2    | Irak      | 3       | 4       | 1       | 1       | 2       | 7       | 5       | +2      |  | Irak                       | 4-0 |     | 1-1 |
| 3    | Indonésie | 3       | 4       | 1       | 1       | 2       | 4       | 5       | -1      |  | Indonésie                  | 1-2 | 2-1 |     |
| -    | Hong Kong | Forfait | Forfait | Forfait | Forfait | Forfait | Forfait | Forfait | Forfait |  |                            |     |     |     |
| -    | Malaisie  | Forfait | Forfait | Forfait | Forfait | Forfait | Forfait | Forfait | Forfait |  |                            |     |     |     |
| -    | Pakistan  | Forfait | Forfait | Forfait | Forfait | Forfait | Forfait | Forfait | Forfait |  |                            |     |     |     |

#### Détail des rencontres
| 12 janvier 1968 | Thaïlande | 2 - 1   | Indonésie | Stade Suphachalasai Bangkok, Thaïlande |
|                 |           | (? - ?) |           |                                        |

| 14 janvier 1968 | Irak                                          | 4 - 0   | Thaïlande | Stade Suphachalasai Bangkok, Thaïlande         |                                                |
| | Dhiab (en) 3e 33e · Atta (en) 26e · Nouri 59e | (3 - 0) |           | Spectateurs : 7 395 Arbitrage : Norman Boswell | Spectateurs : 7 395 Arbitrage : Norman Boswell |
| | Rapport                                       |         |           | Spectateurs : 7 395 Arbitrage : Norman Boswell | Spectateurs : 7 395 Arbitrage : Norman Boswell |
| Shandel - Kadhim (en), Khazal (en), Goriel, Fartous (en) - Aziz (en), Yousif (en) - Dawud, Dhiab (en) ( Khoshaba), Mahmoud (en) ( Nouri), Atta (en) | Équipes                                       |         |           | Spectateurs : 7 395 Arbitrage : Norman Boswell | Spectateurs : 7 395 Arbitrage : Norman Boswell |

| 16 janvier 1968 | Irak           | 1 - 2   | Indonésie                              | Stade Suphachalasai Bangkok, Thaïlande              |                                                     |
| | Dhiab (en) 54e | (0 - 1) | Tjan Peng Hong 32e · Sihasale (id) 52e | Spectateurs : 5 067 Arbitrage : Govindasamy Suppiah | Spectateurs : 5 067 Arbitrage : Govindasamy Suppiah |
| | Rapport        |         |                                        | Spectateurs : 5 067 Arbitrage : Govindasamy Suppiah | Spectateurs : 5 067 Arbitrage : Govindasamy Suppiah |
| Shandel - Kadhim (en), Khazal (en), Ali, Fartous (en) - Aziz (en), Yousif (en) ( Dawud) - Khoshaba ( Dhiab (en)), Nouri, Mahmoud (en) , Atta (en) | Équipes        |         |                                        | Spectateurs : 5 067 Arbitrage : Govindasamy Suppiah | Spectateurs : 5 067 Arbitrage : Govindasamy Suppiah |

| 18 janvier 1968 | Indonésie | 0 - 1   | Thaïlande            | Stade Suphachalasai Bangkok, Thaïlande |                      |
|                 |           | (0 - 1) | Sornbutnark (en) 10e | Spectateurs : 12 000                   | Spectateurs : 12 000 |

| 20 janvier 1968 | Thaïlande                                | 2 - 1 | Irak           | Stade Suphachalasai Bangkok, Thaïlande            |                                                   |
|                 | Srisawat (en) 23e · Sornbutnark (en) 62e | (1 - 0) | Dhiab (en) 50e | Spectateurs : 11 297 Arbitrage : Dau Van Dzu (hu) | Spectateurs : 11 297 Arbitrage : Dau Van Dzu (hu) |
|                 | Rapport                                  | |                | Spectateurs : 11 297 Arbitrage : Dau Van Dzu (hu) | Spectateurs : 11 297 Arbitrage : Dau Van Dzu (hu) |
|                 | Équipes                                  | Shandel - Kadhim (en), Khazal (en), Ali, Fartous (en) - Dawud, Yousif (en) - Khoshaba, Nouri, Dhiab (en), Atta (en) |                | Spectateurs : 11 297 Arbitrage : Dau Van Dzu (hu) | Spectateurs : 11 297 Arbitrage : Dau Van Dzu (hu) |

| 22 janvier 1968 | Indonésie         | 1 - 1 | Irak           | Stade Suphachalasai Bangkok, Thaïlande         |                                                |
|                 | Soentoro (en) 22e | (1 - 0) | Dhiab (en) 60e | Spectateurs : 5 679 Arbitrage : Norman Boswell | Spectateurs : 5 679 Arbitrage : Norman Boswell |
|                 | Rapport           | |                | Spectateurs : 5 679 Arbitrage : Norman Boswell | Spectateurs : 5 679 Arbitrage : Norman Boswell |
|                 | Équipes           | Khalaf (en) - Kadhim (en), Khazal (en), Ali, Fartous (en) - Dawud, Yousif (en) - Khoshaba, Nouri, Dhiab (en), Atta (en) |                | Spectateurs : 5 679 Arbitrage : Norman Boswell | Spectateurs : 5 679 Arbitrage : Norman Boswell |

### Groupe 3
Le tournoi final a été disputé à Tel Aviv en Israël du 17 au 22 mars 1968.

#### Tour final
| Rang | Équipe        | Pts     | J       | G       | N       | P       | Bp      | Bc      | Diff    |  | Résultats (▼ dom., ► ext.) |     |     |
| ---- | ------------- | ------- | ------- | ------- | ------- | ------- | ------- | ------- | ------- |  | -------------------------- | --- | --- |
| 1    | Israël        | 4       | 2       | 2       | 0       | 0       | 11      | 0       | +11     |  | Israël                     |     | 7-0 |
| 2    | Ceylan        | 0       | 2       | 0       | 0       | 2       | 0       | 11      | -11     |  | Ceylan                     | 0-4 |     |
| -    | Birmanie      | Forfait | Forfait | Forfait | Forfait | Forfait | Forfait | Forfait | Forfait |  |                            |     |     |
| -    | Corée du Nord | Forfait | Forfait | Forfait | Forfait | Forfait | Forfait | Forfait | Forfait |  |                            |     |     |
| -    | Inde          | Forfait | Forfait | Forfait | Forfait | Forfait | Forfait | Forfait | Forfait |  |                            |     |     |
| -    | Iran          | Forfait | Forfait | Forfait | Forfait | Forfait | Forfait | Forfait | Forfait |  |                            |     |     |

#### Détail des rencontres
| 17 mars 1968       | Israël | 7 - 0   | Ceylan | Stade Bloomfield Tel Aviv, Israël                |                                                  |
| 15:45 heure locale | Borba 1re 63e · Spiegler 11e 59e 85e · Perera 30e (csc) · Spiegel 47e                                                    | (3 - 0) | | Spectateurs : 14 000 Arbitrage : Wanchai Suvaree | Spectateurs : 14 000 Arbitrage : Wanchai Suvaree |
| 15:45 heure locale | Rapport |         | | Spectateurs : 14 000 Arbitrage : Wanchai Suvaree | Spectateurs : 14 000 Arbitrage : Wanchai Suvaree |
| 15:45 heure locale | Levin (en) - Schwager, Drucker (en), Rosenthal, Bello ( 46e Marili) - Asis (en), Spiegler - Talbi, Spiegel, Borba, Young | Équipes | Peiris - Perera, Albert, de Silva, Ameer - Fernando, Aluwihare - Sirisena, Zainulabdeen, Wickramasuriya, Hassimdeen | Spectateurs : 14 000 Arbitrage : Wanchai Suvaree | Spectateurs : 14 000 Arbitrage : Wanchai Suvaree |

| 22 mars 1968       | Ceylan | 0 - 4   | Israël | Stade Bloomfield Tel Aviv, Israël               |                                                 |
| 15:00 heure locale | | (0 - 0) | Spiegel 55e · Talbi 62e · Rosenthal 66e · Borba 77e                                                                                | Spectateurs : 10 000 Arbitrage : Joseph Heymann | Spectateurs : 10 000 Arbitrage : Joseph Heymann |
| 15:00 heure locale | Rapport |         | | Spectateurs : 10 000 Arbitrage : Joseph Heymann | Spectateurs : 10 000 Arbitrage : Joseph Heymann |
| 15:00 heure locale | Hashim Deen ( 60e Peiris ) - Perera, Albert, de Silva, Ameer - Fernando, Aluwihare - Sirisena, Noor, Wickramasuriya, Hassimdeen | Équipes | Levin (en) ( 46e Vissoker ) - Schwager, Drucker (en), Rosenthal, Marili - Asis (en), Englander (en) - Talbi, Spiegel, Borba, Young | Spectateurs : 10 000 Arbitrage : Joseph Heymann | Spectateurs : 10 000 Arbitrage : Joseph Heymann |